# والا والا (واشنطن)

مكان المدينة في الولاية

والا والا (بالإنجليزية: Walla Walla)‏ مدينة في ولاية واشنطن في الولايات المتحدة الأمريكية.

## التركيبة السكانية
حدّد مكتب تعداد الولايات المتحدة بيانات التركيبة السكانية لوالا والا في تعداد الولايات المتحدة. في ما يلي، التركيبة السكانية حسب تعدادي 2000 و2010.

### تعداد عام 2000
بلغ عدد سكان والا والا 29,686 نسمة بحسب تعداد عام 2000، وبلغ عدد الأسر 10,596 أسرة وعدد العائلات 6,523 عائلة مقيمة في المدينة. في حين سجلت الكثافة السكانية 825.8 نسمة لكل كيلومتر مربع (2,138.8/ميل2). وبلغ عدد الوحدات السكنية 11,400 وحدة بمتوسط كثافة قدره 317.1 لكل كيلومتر مربع (821.3/ميل2).
وتوزع التركيب العرقي للمدينة بنسبة 83.79% من البيض و2.58% من الأمريكيين الأفارقة و1.05% من الأمريكيين الأصليين و1.24% من الأمريكيين ذوي الأصول الآسيوية و0.23% من سكان جزر المحيط الهادئ و8.26% من الأعراق الأخرى و2.85% من عرقين مختلطين أو أكثر و17.42% من الهسبانيون أو اللاتينيون من أي عرق.
بلغ عدد الأسر 10,596 أسرة كانت نسبة 33.1% منها لديها أطفال تحت سن الثامنة عشر تعيش معهم، وبلغت نسبة الأزواج القاطنين مع بعضهم البعض 46.4% من أصل المجموع الكلي للأسر، ونسبة 11% من الأسر كان لديها معيلات من الإناث دون وجود شريك، بينما كانت نسبة 4.2% من الأسر لديها معيلون من الذكور دون وجود شريكة وكانت نسبة 38.4% من غير العائلات. تألفت نسبة 31.9% من أصل جميع الأسر من عدة أفراد يعيشون في نفس المنزل ونسبة 15.1% كانت تتألف من شخص يعيش بمفرده يبلغ من العمر 65 عاماً أو أكثر. وبلغ متوسط حجم الأسرة المعيشية 2.44، أما متوسط حجم العائلات فبلغ 3.08.
بلغ العمر الوسطي للسكان 33.8 عاماً. وكانت نسبة 22.7% من القاطنين تحت سن الثامنة عشر، وكانت نسبة 10% بين الثامنة عشر والرابعة والعشرين عاماً، ونسبة 22.5% كانت واقعةً في الفئة العمرية ما بين الخامسة والعشرين والرابعة والأربعين عاماً، ونسبة 18.2% كانت ما بين الخامسة والأربعين والرابعة والستين، ونسبة 13.7% كانت ضمن فئة الخامسة والستين عاماً فما فوق. يوجد لكل 100 أنثى 92.9 ذكر، ويوجد لكل 100 أنثى في الثامنة عشر من عمرها فما فوق 88.6 ذكر.
بلغ متوسط دخل الأسرة في المدينة 31,855 دولارًا، أما متوسط دخل العائلة فبلغ 40,856 دولارًا. وكان متوسط دخل الذكور 31,753 دولارًا مقابل 23,889 دولارًا للإناث. وسجل دخل الفرد الخاص بالمدينة 15,792 دولارًا. وكانت نسبة 13.1% من العائلات ونسبة 18% من السكان تحت خط الفقر، وكان من هؤلاء نسبة 23.3% تحت سن الثامنة عشر ونسبة 10.5% في الخامسة والستين من العمر وما فوق.

### تعداد عام 2010
بلغ عدد سكان والا والا 31,731 نسمة بحسب تعداد عام 2010، وبلغ عدد الأسر 11,537 أسرة وعدد العائلات 6,834 عائلة مقيمة في المدينة. في حين سجلت الكثافة السكانية 882.6 نسمة لكل كيلومتر مربع (2,285.9/ميل2). وبلغ عدد الوحدات السكنية 12,514 وحدة بمتوسط كثافة قدره 348.1 لكل كيلومتر مربع (901.6/ميل2).
وتوزع التركيب العرقي للمدينة بنسبة 81.60% من البيض و2.69% من الأمريكيين الأفارقة و1.28% من الأمريكيين الأصليين و1.43% من الأمريكيين ذوي الأصول الآسيوية و0.34% من سكان جزر المحيط الهادئ و9.05% من الأعراق الأخرى و3.61% من عرقين مختلطين أو أكثر و21.97% من الهسبانيون أو اللاتينيون من أي عرق.
بلغ عدد الأسر 11,537 أسرة كانت نسبة 30.4% منها لديها أطفال تحت سن الثامنة عشر تعيش معهم، وبلغت نسبة الأزواج القاطنين مع بعضهم البعض 42.6% من أصل المجموع الكلي للأسر، ونسبة 12% من الأسر كان لديها معيلات من الإناث دون وجود شريك، بينما كانت نسبة 4.7% من الأسر لديها معيلون من الذكور دون وجود شريكة وكانت نسبة 40.8% من غير العائلات. تألفت نسبة 33.4% من أصل جميع الأسر من عدة أفراد يعيشون في نفس المنزل ونسبة 14.2% كانت تتألف من شخص يعيش بمفرده يبلغ من العمر 65 عاماً أو أكثر. وبلغ متوسط حجم الأسرة المعيشية 2.43، أما متوسط حجم العائلات فبلغ 3.10.
بلغ العمر الوسطي للسكان 34.4 عاماً. وكانت نسبة 22% من القاطنين تحت سن الثامنة عشر، وكانت نسبة 14.5% بين الثامنة عشر والرابعة والعشرين عاماً، ونسبة 26.3% كانت واقعةً في الفئة العمرية ما بين الخامسة والعشرين والرابعة والأربعين عاماً، ونسبة 23.2% كانت ما بين الخامسة والأربعين والرابعة والستين، ونسبة 14% كانت ضمن فئة الخامسة والستين عاماً فما فوق. وتوزع التركيب الجنسي للسكان بنسبة 51.9% ذكور و48.1% إناث.

## المناخ
يظهر الجدول التالي التغييرات المناخية على مدار السنة لوالا والا:
| البيانات المناخية لـوالا والا       | البيانات المناخية لـوالا والا | البيانات المناخية لـوالا والا | البيانات المناخية لـوالا والا | البيانات المناخية لـوالا والا | البيانات المناخية لـوالا والا | البيانات المناخية لـوالا والا | البيانات المناخية لـوالا والا | البيانات المناخية لـوالا والا | البيانات المناخية لـوالا والا | البيانات المناخية لـوالا والا | البيانات المناخية لـوالا والا | البيانات المناخية لـوالا والا | البيانات المناخية لـوالا والا |
| الشهر                               | يناير                         | فبراير                        | مارس                          | أبريل                         | مايو                          | يونيو                         | يوليو                         | أغسطس                         | سبتمبر                        | أكتوبر                        | نوفمبر                        | ديسمبر                        | المعدل السنوي                 |
| ----------------------------------- | ----------------------------- | ----------------------------- | ----------------------------- | ----------------------------- | ----------------------------- | ----------------------------- | ----------------------------- | ----------------------------- | ----------------------------- | ----------------------------- | ----------------------------- | ----------------------------- | ----------------------------- |
| الدرجة القصوى °ف (°م)               | 70 (21)                       | 75 (24)                       | 79 (26)                       | 96 (36)                       | 100 (38)                      | 113 (45)                      | 114 (46)                      | 114 (46)                      | 104 (40)                      | 89 (32)                       | 80 (27)                       | 68 (20)                       | 114 (46)                      |
| متوسط درجة الحرارة الكبرى °ف (°م)   | 41.6 (5.3)                    | 46.5 (8.1)                    | 55.8 (13.2)                   | 63.2 (17.3)                   | 71.2 (21.8)                   | 79.6 (26.4)                   | 89.6 (32.0)                   | 88.6 (31.4)                   | 78.2 (25.7)                   | 64.1 (17.8)                   | 48.9 (9.4)                    | 38.9 (3.8)                    | 63.9 (17.7)                   |
| متوسط درجة الحرارة الصغرى °ف (°م)   | 30.6 (−0.8)                   | 32.5 (0.3)                    | 37.7 (3.2)                    | 42.3 (5.7)                    | 48.5 (9.2)                    | 54.7 (12.6)                   | 61.2 (16.2)                   | 61.1 (16.2)                   | 52.7 (11.5)                   | 43.3 (6.3)                    | 35.5 (1.9)                    | 28.5 (−1.9)                   | 44.1 (6.7)                    |
| أدنى درجة حرارة °ف (°م)             | −18 (−28)                     | −16 (−27)                     | 4 (−16)                       | 20 (−7)                       | 26 (−3)                       | 36 (2)                        | 40 (4)                        | 42 (6)                        | 32 (0)                        | 19 (−7)                       | −11 (−24)                     | −24 (−31)                     | −24 (−31)                     |
| الهطول إنش (مم)                     | 2.13 (54)                     | 1.75 (44)                     | 2.30 (58)                     | 1.81 (46)                     | 2.11 (54)                     | 1.28 (33)                     | 0.61 (15)                     | 0.60 (15)                     | 0.71 (18)                     | 1.59 (40)                     | 2.65 (67)                     | 2.15 (55)                     | 19.69 (499)                   |
| متوسط تساقط الثلوج إنش (سم)         | 3.1 (7.9)                     | 3.1 (7.9)                     | 0.9 (2.3)                     | 0 (0)                         | 0 (0)                         | 0 (0)                         | 0 (0)                         | 0 (0)                         | 0 (0)                         | 0.1 (0.25)                    | 1.4 (3.6)                     | 4.7 (12)                      | 13.3 (33.95)                  |
| متوسط أيام هطول الأمطار (≥ 0.01 in) | 13.0                          | 10.5                          | 12.3                          | 10.2                          | 9.6                           | 7.3                           | 3.2                           | 2.7                           | 3.9                           | 7.8                           | 13.9                          | 13.2                          | 107.6                         |
| متوسط الأيام المثلجة (≥ 0.1 in)     | 2.5                           | 1.7                           | 0.7                           | 0                             | 0                             | 0                             | 0                             | 0                             | 0                             | 0.1                           | 1.0                           | 3.3                           | 9.3                           |
| ساعات سطوع الشمس الشهرية            | 50.4                          | 83.4                          | 173.8                         | 221.7                         | 288.5                         | 326.3                         | 384.5                         | 344.4                         | 268.8                         | 199.2                         | 67.8                          | 40.3                          | 2٬449٫2                       |
| نسبة وصول أشعة الشمس                | 18.0                          | 28.6                          | 47.0                          | 54.4                          | 62.1                          | 69.1                          | 80.7                          | 78.7                          | 71.6                          | 59.0                          | 24.0                          | 15.0                          | 50.7                          |
| المصدر #1: NOAA                     |                               |                               |                               |                               |                               |                               |                               |                               |                               |                               |                               |                               |                               |
| المصدر #2: weather.com              |                               |                               |                               |                               |                               |                               |                               |                               |                               |                               |                               |                               |                               |

## توأمة
لوالا والا (واشنطن) اتفاقيات توأمة مع:
- ساساياما.

## أعلام
- توماس كيلاتي
- بيل غوليك
- مايلز كونواي مور
- ويل براندنبيرغ
- رالف بي بواس جونيور
- آدم وست
- حمزة يوسف
- تشارلز إتش بينيت
- س. دبليو. مارتن